# Brinay (Nièvre)
Brinay é uma comuna francesa na região administrativa de Borgonha-Franco-Condado, no departamento Nièvre. Estende-se por uma área de 15,33 km². Em 2010 a comuna tinha 147 habitantes (densidade: 9,6 hab./km²).